# 947-й бомбардувальний авіаційний полк (СРСР)
947-й штурмовий авіаційний Севастопольський полк (947 БАП, в/ч 15558) - авіаційна військова частина ВПС РСЧА штурмової авіації у Великій Вітчизняній війні.

## Назви полку
За весь період свого існування полк свого найменування не змінював:
- 947-й штурмовий авіаційний полк;
- 947-й штурмовий авіаційний Севастопольський полк;
- 947-й винищувально-бомбардувальний авіаційний Севастопольський полк;
- 947-й авіаційний Севастопольський полк винищувачів-бомбардувальників;
- 947-й бомбардувальний Севастопольський авіаційний полк;
- Військова частина (Польова пошта) 15558.

## Озброєння полку
На озброєнні полку знаходилися літаки:
1942-1946 рр. - Іл-2
1946-1949 рр. - Іл-10
1949-1956 рр. - МіГ-15, МіГ-15БІС
1956-1976 рр. - МіГ-17
1976-1978 рр. - Су-7БМ
1978-2001 рр. - Су-24, Су- 24М

## Історія та бойовий шлях полку
Сформовано за 1-ї запасної авіаційної бригади 25 липня 1942 року на підставі Директиви заступника НКО СРСР №340199 за штатом 015/282 на літаках Іл-2. Формування полк закінчив 24 березня 1943 року в Кінель-Черкасах.
Після формування полк 17 липня 1943 року увійшов до складу 289-ї штурмової авіадивізії 8-ї повітряної армії. З середини липня полк із дивізією бере участь у Міуській операції, розгромі таганрозької угруповання противника, звільнення Донбасу і настання аж до р. Молочні. У жовтні 1943 року бере участь у прориві оборони супротивника на р. Молочна та переслідування його до Дніпра. У січні—лютому 1944 року полк у складі дивізії 7-го штурмового авіакорпусу 8-ї повітряної армії 4-го Українського фронту брав участь у ліквідації Нікопольського плацдарму противника, сприяючи військам 3-ї гвардійської армії у оволодінні містом Нікополь та створенні плацдарму на правому березі нар. Дніпро.
У квітні 1944 року брав участь у прориві оборони противника на Перекопському перешийку та Сиваші, з 15 квітня по 10 травня сприяв наземним військам у визволенні міста Севастополь. У Кримській операції вів бойову роботу, базуючись у Подівці, у Скворцівці, а з 14 квітня - на аеродромах Криму Старий Кудіяр, Люксембург і Карачакмак, з 19 квітня - Ашага-Джамін, Біюк-Токсаба, Октоберфельд і Темеш. За відмінність у боях при оволодінні штурмом фортецею та найважливішою військово-морською базою на Чорному морі містом Севастополь 24 травня 1944 полку присвоєно почесне найменування «Севастопольський».
У серпні 1944 року у складі дивізії та 7-го штурмового авіакорпусу перекинуто до 14-ї повітряної армії 3-го Прибалтійського фронту, де вів бойові дії на тартуському та ризькому напрямках. Потім був перекинутий на 1-й Прибалтійський фронт до складу 3-ї повітряної армії, де до кінця 1944 року вів бої на мемельському, тильзитському та лібавському напрямках. На заключному етапі війни сприяв військам 1-го та 2-го Прибалтійського фронтів у розгромі курляндського угруповання супротивника.
Всього за війну полк виконав 2822 бойові вильоти, зазнавши втрат: 44 екіпажі та 91 літак. При цьому полк знищив 38 літаків противника (7 на землі та 31 у повітрі), 301 танк, 150 гармат польової артилерії, 2 мости та 1 переправу, 86 вагонів та 1828 автомашин, 34 бронемашини, 8140 солдатів та офіцерів.
У складі діючої армії полк перебував з 15 квітня до 16 травня, з 17 серпня 1944 року по 16 квітня 1945 року.
До закінчення війни полк у складі двізії та 7-го штурмового авіакорпусу перебував у резерві Ставки ВГК. У вересні 1945 року перебазувався на аеродром Дубно до Львівського військового округу (з 1946 року - Прикарпатський військовий округ) до складу 14 повітряної армії. Наприкінці 1945 року полк отримав новий літак Іл-10.
У 1949 році у зв'язку з масовим перейменуванням, 7-й штурмовий авіаційний корпус перейменований на 68-й штурмовий авіаційний корпус, а 14-та повітряна армія на 57-у повітряну армію. Нові перейменування не торкнулися ні дивізії, ні полку. У 1950-х роках полк отримав на озброєння новий літак МіГ-15, який використовувався у штурмовому варіанті. З виникненням нового роду Фронтової авіації - винищувально-бомбардувальної авіації, дивізія була передана до її складу, 29 квітня 1956 року змінила своє найменування на 289-ю винищувально-бомбардувальну авіаційну Нікопольську Червонопрапорну дивізію, 68-й штурмовий авіакорпус розформований у складі 57-ї повітряної армії, а полк став іменуватися 947-й бомбардувальний авіаційний полк. У 1974 році полк отримав перші Су-7Б.
1984 року в Черлянах Львівської області було сформовано 56-ту бомбардувальну авіаційну дивізію у складі 24-ї повітряної армії ВГК ВІН. Полк увійшов до її складу, продовжуючи базування на аеродромі Дубно. З 1987 почав отримувати на озброєння літаки Су-24М. Після розпаду СРСР у січні 1992 року полк перейшов під юрисдикцію України.
У 2001 році полк був розформований. В тому ж самому році відбулось останнє переозброєння 806-го Бомбардувального ордена Суворова 3-го ступеня авіаційного полку (в/ч А2406, 806 БАП м. Луцьк.), який дислокувався на Луцькому військовому аеродромі - фронтові бомбардувальники Су-24М зі складу розформованої в/ч № 15558 (947-й Севастопольский бомбардувальний авіаційний полк) перелетіли з аеродрома Дубно в Рівненській області на Луцький військовий аеродром і увійшли до складу 806-го Бомбардувального ордена Суворова 3-го ступеня авіаційного полку. При цьому старі фронтові бомбардувальники Су-24, які знаходились на озброєнні 806-го Бомбардувального ордена Суворова 3-го ступеня авіаційного полку з 1989 по 2001 рік, перелетіли на базу зберігання авіаційної техніки на аеродромі Біла Церква в Київській області, де зараз їх помалу ріжуть на металобрухт.[неавторитетне джерело]

## Цікаві факти

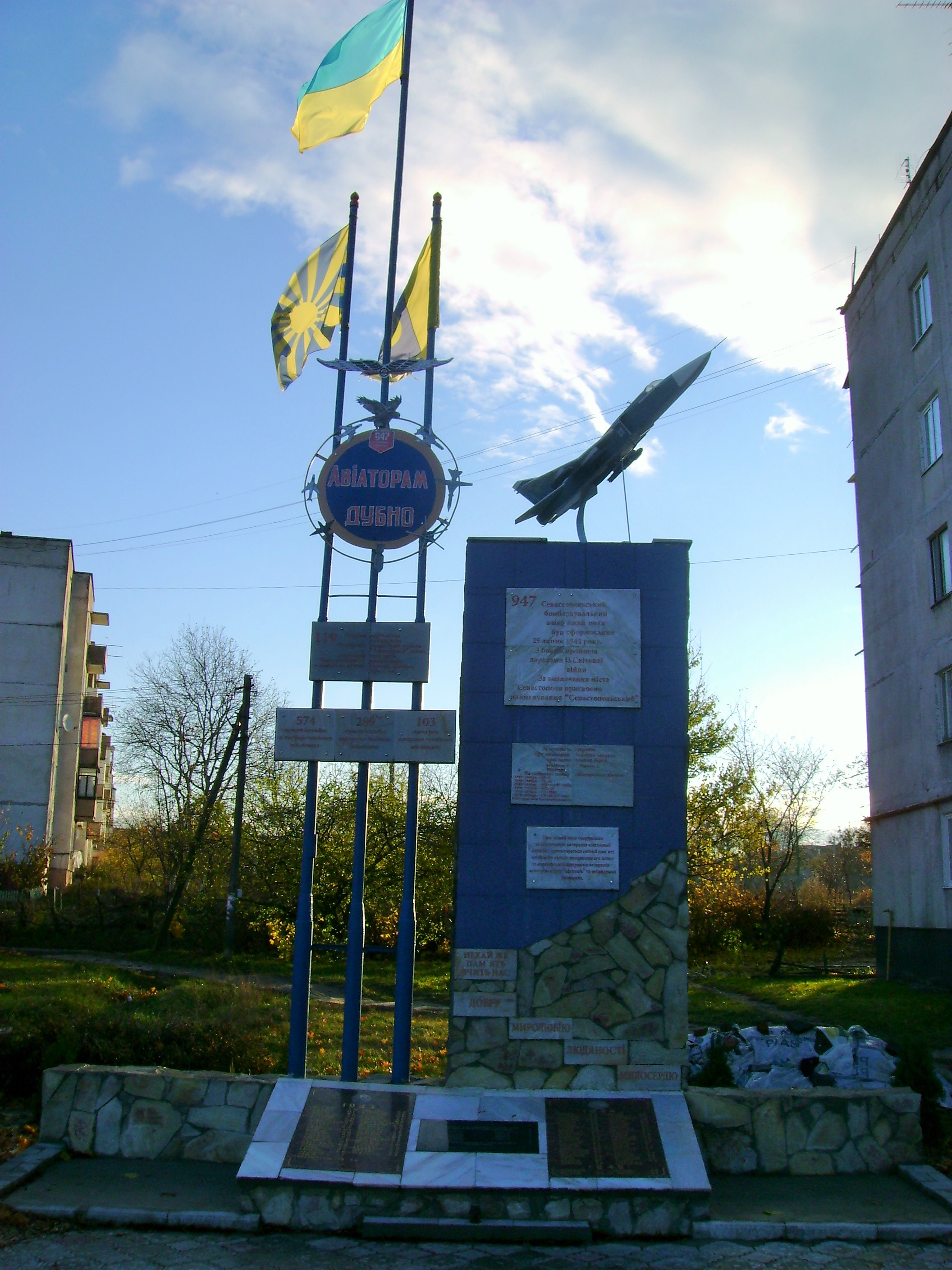
Пам'ятник авіаторам Дубна

У 2017 на вулиці М. Грушевського у місті Дубно був встановлений пам'ятник авіаторам Дубна, а 20 липня 2017 року був офіційно відкритий. Пам'ятник був виготовлений за ескізом ветерана військової служби - старшого офіцера Євгена Волошина. На відкритті також були присутні колишні військовослужбовці та міський голова м. Дубно Василь Антонюк.